# Centenario del genocidio armenio
La conmemoración del centenario del genocidio armenio (en armenio: Հայոց ցեղասպանության 100-րդ տարելից) tuvo lugar el 24 de abril de 2015, como una edición particular del día de conmemoración del genocidio armenio.
El 24 de abril de 1915, también conocido como el Domingo Rojo, supuso la deportación y ejecución de numerosos intelectuales armenios, y está considerado el inicio del genocidio armenio.

## Preparativos

### Armenia
El 23 de abril de 2011, se creó por decreto presidencial una comisión estatal para coordinar los eventos dedicados a la conmemoración del centenario del genocidio armenio, encabezada por el director del Museo-Instituto del Genocidio Armenio Hayk Demoyán. La comisión se reunió por primera vez el 30 de mayo de 2011, siendo presidida por el presidente de Armenia, Serzh Sargsián.
Shavarsh Kocharián, el viceministro de Asuntos Exteriores de Armenia, declaró en junio de 2012 que «los esfuerzos que se han iniciado son importantes no solo para nuestro país y la diáspora, sino para el mundo entero. Los crímenes sin castigo contra la humanidad y su negación crean un terreno fértil para la repetición de acontecimientos similares». Añadió que «al negar el genocidio, el liderazgo de la Turquía moderna se asemeja al gobierno turco otomano que perpetró el genocidio».
El 5 de julio de 2013, durante un foro de abogados armenios en Ereván organizado por el Ministerio de la Diáspora acerca del aniversario del genocidio, el procurador general Aghván Hovsepián hizo una «declaración sensacional». Dijo:

En efecto, la República de Armenia debería recuperar sus territorios perdidos y las víctimas del genocidio armenio deberían recibir una compensación material. Pero todas estas reivindicaciones deben tener fundamentos jurídicos perfectos. Creo firmemente que los descendientes del genocidio deben recibir una compensación material, las iglesias milagrosamente preservadas en territorio turco y sus propiedades deben ser devueltas a la Iglesia armenia y la República de Armenia debe recuperar sus territorios perdidos.

Según la agencia de noticias ArmeniaNow, «esta ha sido considerada la primera disputa territorial a nivel oficial de Armenia a Turquía», ya que «[e]l procurador general es el portador de la máxima autoridad judicial del país, y su declaración es equivalente a una declaración oficial». A esto contrapone que «Giro Manoyán, director de la Secretaría Internacional del Buró de la Federación Revolucionaria Armenia (Dashnaktsutiún), comentó el desarrollo [de los hechos], diciendo que aún era imposible decir que Armenia había presentado una reclamación formal a Turquía».

#### Homenajes

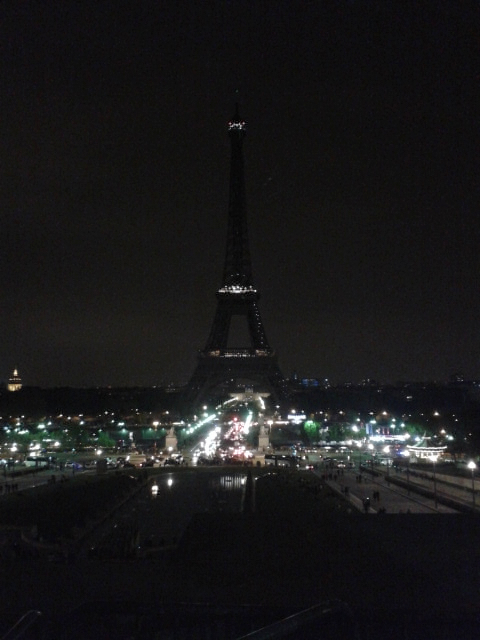
La Torre Eiffel se oscurece en conmemoración del centenario del genocidio armenio.

En julio de 2013, comenzó la construcción del Museo del Genocidio Armenio en Montevideo, la capital de Uruguay. Uruguay, que ya fue el primer país en reconocer oficialmente el genocidio armenio en 1965, se convirtió en el primer país tras Armenia en construir un museo dedicado al genocidio armenio «por iniciativa estatal». El Ministerio de Educación y Cultura, junto con la comunidad armenia de Uruguay esperan completar la construcción del museo coincidiendo con el centenario del genocidio.[actualizar]